# Sarah Hornecker
Sarah Hornecker (* 19. März 1986 in Heidenheim an der Brenz; † 22. März 2024) war eine deutsche Studienkomponistin, Schachspielerin und Publizistin. Sie war den größten Teil ihres Lebens als Siegfried Hornecker bekannt, bis sie im April 2023 ihre Transgeschlechtlichkeit mitteilte.

## Leben
Hornecker erlernte in Heidenheim das Schachspiel und spielte aktiv in einem örtlichen Verein. Später übersiedelte Hornecker nach Güstrow und war Mitglied der SG Güstrow/Teterow. Zusammen mit ihrer Mutter organisierte sie dort 2016 ein Schachtreffen der deutschen Vereinigung für Problemschach Schwalbe.
In ihren letzten Lebensjahren war Hornecker journalistisch sehr aktiv auf dem Gebiet der Schachstudie und führte unter anderem die ständigen Kolumnen Themes and Tasks in der Zeitschrift EG (seit Juli 2014) und Study of the Month auf der ChessBase-Webpage (seit Januar 2017).
Im April 2023 teilte sie ihre Transgeschlechtlichkeit mit und lebte ihr letztes Lebensjahr unter dem Namen Sarah. Hornecker starb am 22. März 2024 im Alter von 38 Jahren an den Folgen einer Sepsis.

## Studienkomposition
Ab 2003 publizierte Hornecker mehr als 300 Studien. Auch in anderen Genres der Schachkomposition probierte sie sich aus. Nachfolgend ein logisch konzipierter Valladão-Task aus der Frühzeit ihres Schaffens, also eine Komposition, die die drei Spezialzüge Rochade, En-passant-Schlag und Bauernumwandlung kombiniert:
|   | a | b | c | d | e | f | g | h |   |
| 8 |   |   |   |   |   |   |   |   | 8 |
| 7 |   |   |   |   |   |   |   |   | 7 |
| 6 |   |   |   |   |   |   |   |   | 6 |
| 5 |   |   |   |   |   |   |   |   | 5 |
| 4 |   |   |   |   |   |   |   |   | 4 |
| 3 |   |   |   |   |   |   |   |   | 3 |
| 2 |   |   |   |   |   |   |   |   | 2 |
| 1 |   |   |   |   |   |   |   |   | 1 |
|   | a | b | c | d | e | f | g | h |   |

Lösung:
Ein Probespiel ist 1. Th1-f1? f7–f5 2. g5xf6 Db7–c8 3. f6–f7 Dc8xe6+! Der König muss also die e-Linie verlassen.
1. 0-0! droht 2. Tf6 matt.
1. … f7–f5 2. g5xf6 e.p. Droht vor allem 3. f6–f7. Nun verzweigt sich das Spiel:
2. … Db7–c8 3. f6–f7 Dc8xe6 4. f7–f8S+! 4. f8D? Dg4+ 5. Kh1 Dg2+! 6. Kxg2 patt; nach 5. Kf2 Dg2+ 6.Ke3 De4+ folgt in wenigen Zügen dasselbe Ergebnis. Eine solche wegen Patt unverletzliche Figur wird als Siegfried-Dame bezeichnet.
2. … Db7–c7 3. f6–f7 Dc7–e5 4. f7–f8T! 4. f8D? Dxh2+! 5. Kxh2 patt.
2. … Db7–a8 3. f6–f7 Da8xa2 4. Tf1–f6+! Kg6xf6 5. f7–f8D+.
Die Studie erschien in der Zeitschrift König & Turm, die von Hanspeter Suwe geleitet wurde. Diese Zeitschrift befasst sich speziell mit Schachkompositionen, die die Rochade zum Thema haben. Dort erhielt die Studie 2007 im genreübergreifenden Informalturnier, also einem Wettbewerb, an dem sämtliche 162 im Wettbewerbszeitraum in der Zeitschrift veröffentlichten Urdrucke teilnahmen, einen ersten Preis. Suwe selbst war Preisrichter und begründete seine Wahl damit, dass eine Studie, die den Valladão-Task mit drei von vier möglichen Bauernumwandlungen zeigt, eine sehr originelle Errungenschaft sei.

In seiner ChessBase-Kolumne „Study of the Month“ im Dezember 2019 kam Hornecker noch einmal auf das Thema zurück. Das links gezeigte Stück Horneckers hatte 2007 erstmals den Valladão-Task mit Dreiviertel-Allumwandlung in einer Studie vorgeführt; Thema des Beitrags 2019 war die erste Realisierung des Valladão-Tasks mit vollständiger Allumwandlung in einer Studie, die Geir Sune Tallaksen Østmoe 2014 gelungen war.

## Schriften
Siegfried Hornecker: Weltenfern. A commented selection of some of my works containing 149 originals. Heidenheim 2013 (arves.org)